# Бохусская крепость
Бохусская крепость (швед. Bohus fästning, ранее также Bagahus и Bahus) — шведская крепость, расположенная на высокой скале островка Багахольм в северном рукаве Нордре-Эльв реки Гёта-Эльв. Крепость известна тем, что за свою историю она подвергалась осаде 14 раз, но ни разу не была взята.

## История
Крепость была заложена в 1308 году норвежским королём Хаконом V (1270—1319) в противовес располагающемуся неподалёку Кунгэльву, в котором в то время обосновался шведский герцог Эрик Магнуссон, вместе с братом Вальдемаром оспаривавший корону Швеции у третьего своего брата — Биргера. Крепость вначале была возведена из дерева, но поскольку она находилась в приграничном районе, то вскоре её переделали в камне, и она стала одной из самых сильных крепостей в Скандинавии.
Комендант Бохуса управлял сначала южной, а впоследствии и северной частью провинции, которая позже по названию укрепления получила имя Бохуслена. Бохус играл важную роль в отношениях между Норвегией и Швецией. В 1333 году в Бохус собрался херредаг, на котором король Магнус Эрикссон был объявлен совершеннолетним, а 1344 году сын Магнуса Хокан был провозглашён здесь королём Норвегии. В 1389 году крепость стала местом, где содержался в заключении король Альбрехт Мекленбургский.
С периода Средневековья Бохус много раз подвергался осаде, но ни разу не был взят. В 1531 году его осаждал датский король Кристиан II, во время Скандинавской семилетней войны (1563—1570) шведы пять раз безуспешно пытались овладеть им. Самым серьёзным испытанием для крепости стала осада в марте 1566 года, когда Нильс Бойе и Нильс Стуре предприняли четыре попытки штурма. Во время последней из них шведам удалось занять главную башню, но были взорваны вместе с ней.

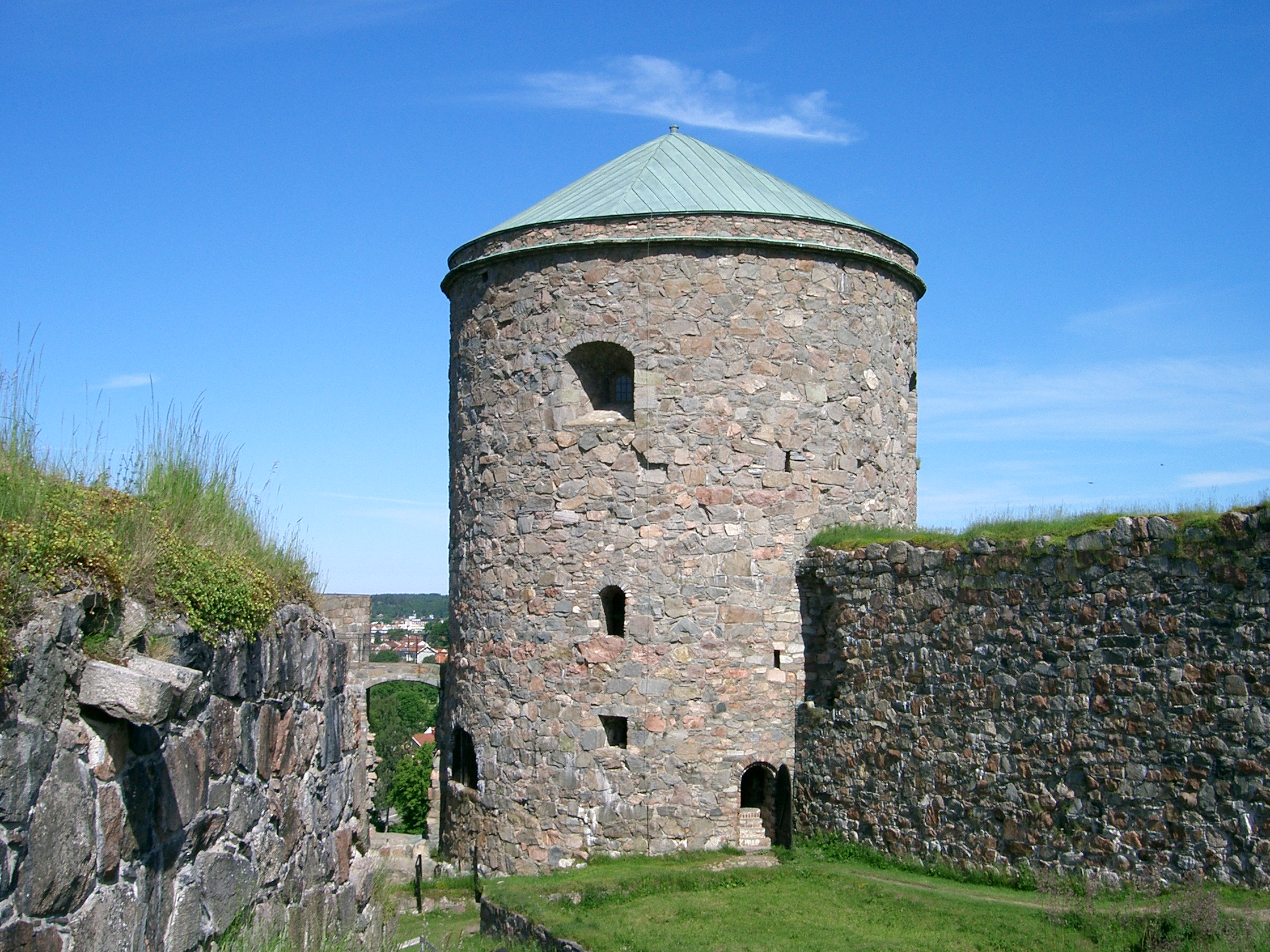
Башня «Отцовская шляпа»

Бохус, сильно пострадавший от осад, несколько раз укреплялся и достраивался: в 1595, в 1605 и 1645 годах. В середине XVII века крепость представляла собой четырёхугольник с башнями, северо-западная из которых («Отцовская шляпа») была четырёхугольной, а остальные три, по-видимому, круглыми. В западной части крепости возвышалась «Красная башня», в которой располагалась церковь. Внешние укрепления образовывали неправильный семиугольник.
По Роскилльскому миру 1658 года Бохус отошёл от Дании к Швеции. В ходе датско-шведской войны 1675—1679 годов крепость вновь подверглась осаде десятитысячной норвежской армии под командованием Гюлленлёве. Осада длилась почти два месяца — с 25 мая по 22 июля 1678 года, — и Бохус был бы вынужден капитулировать, если бы ей на помощь не подошёл Г. О. Стенбок.

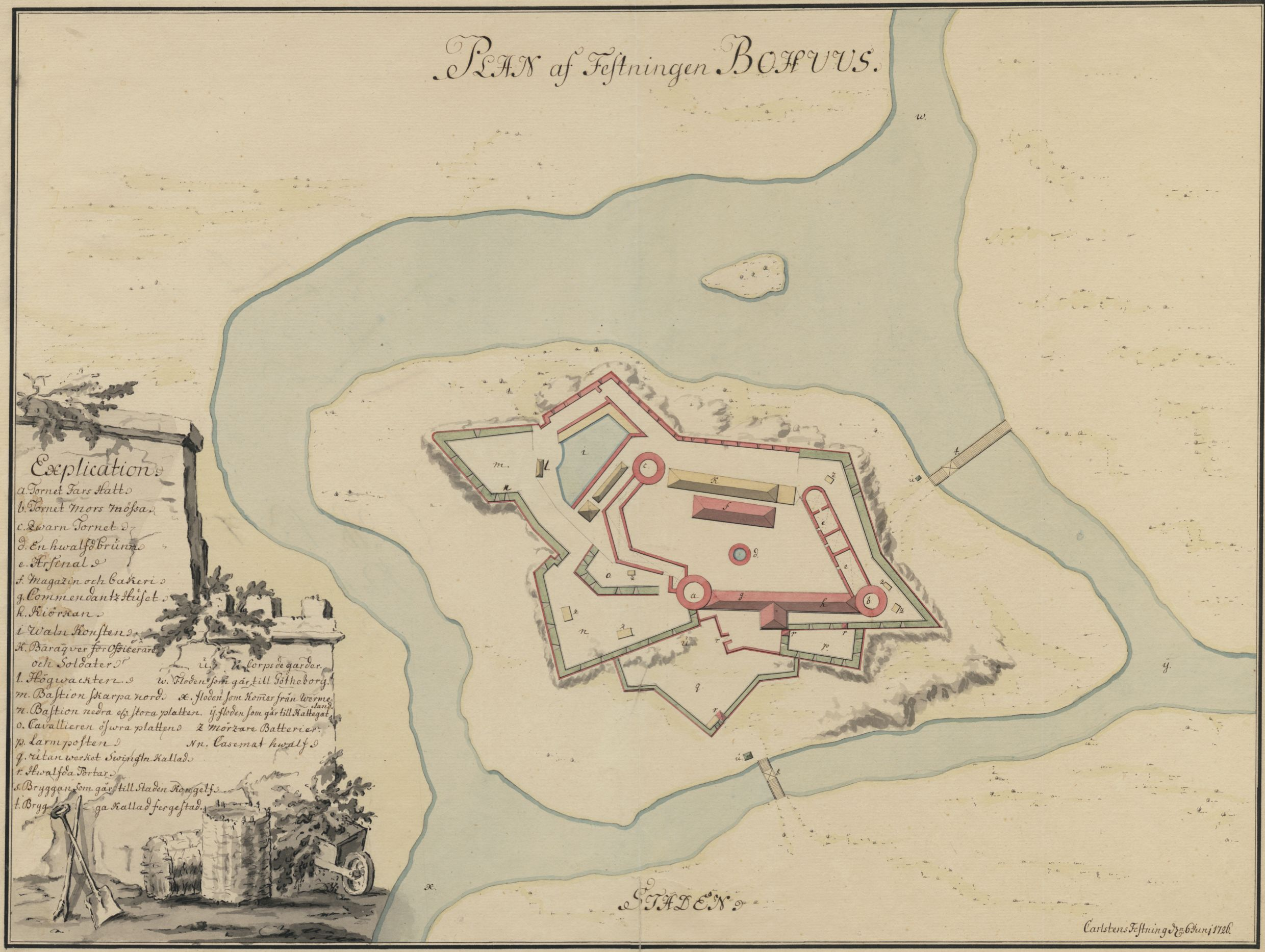
План крепости (1726)

Почти до основания разрушенная крепость была вновь отстроена по плану инженера Эрика Дальберга и до 1700 года являлась резиденцией ландсхёвдинга Бохуслена, хотя и во многом утратила своё военное значение. При Карле XII крепостные орудия были перевезены в Сундсборг, что, по плану короля, должно было укрепить границу с датской Норвегией. После гибели короля орудия были возвращены в крепость. В XVIII веке Бохус служил главным образом в качестве тюрьмы.
В дальнейшем Бохус лишь приходил в упадок. В 1783 году жители Кунгэльва получили право выламывать из крепости камни для строительных целей. В ходе датско-шведской войны 1788—1789 годов она была занята датскими войсками, и после окончания военного конфликта шведы решили срыть Бохус. В связи с этим жителям Кургэльва вновь было даровано право на использование её камня, однако в 1838 году король Карл Юхан по культурно-историческим соображениям запретил дальнейшее разрушение Бохусской крепости.
В 1898—1904 году в крепости были проведены археологические раскопки и работы по консервации. В 1925 году руины Бохусской крепости перешли в ведение Строительного управления, а в 1934 году под руководством Комиссии по безработице начались реставрационные работы, в ходе которых были восстановлены главные ворота, которые теперь украшены вензелем Густава V.
В настоящее время реставрационные работы в крепости продолжаются.